# Beccariola orca
Beccariola orca es una especie de coleóptero de la familia Endomychidae.

## Distribución geográfica
Habita en las Islas Célebes y en la Isla de Ambon.